# Mark Engel
Mark Engel (* 1. Oktober 1991 in Sacramento, Kalifornien) ist ein US-amerikanischer Skirennfahrer. Er ist vor allem in der Disziplin Slalom erfolgreich.

## Biografie
Als 15-Jähriger begann Engel im Januar 2007 an FIS-Rennen teilzunehmen. Seinen ersten Einsatz im Nor-Am Cup hatte er im November 2009. Einen Monat später folgte sein erster Sieg in einem FIS-Rennen. Seine Leistungen im Nor-Am Cup waren jedoch eher mäßig, weshalb es zunächst nicht schaffte, ins Nationalteam aufgenommen zu werden. Im Winter 2011/12 bestritt er kein einziges Rennen und setzte sein Studium an der University of Utah fort. Im Dezember 2012 gelang ihm erstmals eine Podestplatzierung in einem Nor-Am-Rennen, dem im Winter 2013/14 zwei weitere folgten. Sein Debüt im Weltcup hatte er am 26. Januar 2014 in der Hahnenkamm-Kombination in Kitzbühel, wo er das Ziel nicht erreichte. Als Mitglied der Universitätsmannschaft Utah Utes gewann er im März 2014 den Riesenslalom-Meistertitel der National Collegiate Athletic Association, woraufhin er doch noch ins Nationalteam aufgenommen wurde.
Ohne ein einziges zählbares Weltcupergebnis aufzuweisen, schaffte Engel am 5. Januar 2017 beinahe eine Sensation, als er im ersten Lauf des Slaloms von Zagreb völlig überraschend auf den dritten Platz fuhr und sogar Marcel Hirscher hinter sich ließ, dann jedoch im zweiten Lauf kurz vor dem Ziel ausschied. Drei Tage später klassierte er sich im Slalom von Adelboden auf Platz 24 und gewann damit im 25. Anlauf erstmals Weltcuppunkte. Seinen ersten Sieg im Nor-Am Cup feierte er 4. Februar 2017 in Vail. Engel nahm an den Olympischen Winterspielen 2018 in Pyeongchang teil, wo er im Mannschaftswettbewerb und im Slalom antrat. Am 4. März 2018 erzielte er sein bisher bestes Weltcupergebnis, Platz 19 im Slalom von Kranjska Gora. Wenig später gewann er zwei Nor-Am-Slaloms, womit er die Disziplinenwertung für sich entschied.
Engel spielt E-Gitarre, Violine und Banjo. 2014 veröffentlichte er ein Country-Rock-Album, gelegentlich gibt er Konzerte.

## Erfolge

### Olympische Spiele
- Pyeongchang 2018: 9. Mannschaftswettbewerb, 31. Slalom

### Weltmeisterschaften
- St. Moritz 2017: 34. Slalom

### Weltcup
- 1 Platzierung unter den besten 30

### Weltcupwertungen
| Saison  | Gesamt | Gesamt | Slalom | Slalom |
| Saison  | Platz  | Punkte | Platz  | Punkte |
| ------- | ------ | ------ | ------ | ------ |
| 2016/17 | 144.   | 7      | 54.    | 7      |
| 2017/18 | 119.   | 19     | 38.    | 19     |

### Europacup
- Saison 2014/15: 6. Slalomwertung
- Saison 2015/16: 6. Slalomwertung
- 4 Podestplätze, davon 1 Sieg:

| Datum             | Ort      | Land   | Disziplin |
| ----------------- | -------- | ------ | --------- |
| 13. Dezember 2018 | Panorama | Kanada | Slalom    |

### Nor-Am Cup
- Alpiner Nor-Am Cup 2012/13: 2. Kombinationswertung
- Alpiner Nor-Am Cup 2013/14: 9. Riesenslalomwertung, 9. Slalomwertung
- Alpiner Nor-Am Cup 2015/16: 7. Slalomwertung
- Alpiner Nor-Am Cup 2016/17: 4. Slalomwertung
- Alpiner Nor-Am Cup 2017/18: 1. Slalomwertung
- 10 Podestplätze, davon 3 Siege:

| Datum           | Ort       | Land   | Disziplin |
| --------------- | --------- | ------ | --------- |
| 4. Februar 2017 | Vail      | USA    | Slalom    |
| 14. März 2018   | Kimberley | Kanada | Slalom    |
| 15. März 2018   | Kimberley | Kanada | Slalom    |

### Weitere Erfolge
- 25 Siege bei FIS-Rennen